# 和歌山毒物カレー事件
和歌山毒物カレー事件（わかやまどくぶつカレーじけん）とは、1998年（平成10年）7月25日に日本の和歌山県和歌山市園部で発生した毒物混入・無差別殺傷事件である。地区の夏祭りで提供されたカレーライスに亜ヒ酸が混入され、カレーライスを食べた67人がヒ素中毒症状を起こし、うち4人が死亡した。殺人罪などで起訴された林 眞須美（はやし ますみ）は2009年（平成21年）5月19日に死刑が確定したが、一方で冤罪疑惑がしばしば指摘されており（後述）、林は2025年（令和7年）6月時点で第3次再審請求中である。
和歌山カレー事件とも呼ばれることがある。

## 概要
本事件は、1998年（平成10年）7月25日夕方に和歌山県和歌山市園部地区で開催された夏祭りにおいて、提供されたカレーライスに毒物が混入されていたことから、67人が急性ヒ素中毒となり、うち4人が死亡した毒物混入・無差別殺傷事件である。
現場の近所に住んでいた主婦の林 眞須美（以下「眞須美」と表記）が被疑者として逮捕され、カレー毒物混入事件・保険金殺人未遂事件・保険金詐欺事件の合計9件で起訴された。被告人となった眞須美は刑事裁判で無罪を訴えたが、第一審の和歌山地裁で死刑判決を受け、控訴・上告も棄却されたため、2009年（平成21年）5月19日に最高裁判所で死刑が確定、眞須美は戦後日本で11人目の女性死刑囚となった。2020年（令和2年）9月27日時点で、眞須美は死刑囚（死刑確定者）として大阪拘置所に収監されている。冤罪の可能性を指摘する声もあり、眞須美は事件から25年となる2023年（令和5年）7月時点で第2次再審請求中である（詳細は後述）。
地域の夏祭りでの毒物混入事件であり、不特定多数の住民らを殺傷するという残忍性、当初の「集団食中毒」から、「青酸化合物混入」、「ヒ素混入」と原因の見立てや報道が二転三転したこと、住民らの疑心暗鬼や犯人に関する密告合戦、さらには住民の数を上回るマスメディア関係者が2か月以上も居座り続けるという異常な報道態勢などが連日伝えられた。

## 事件の経緯

### 毒物混入の経緯[24]
眞須美の属する自治会では、1992年度から恒例行事として夏祭りを開催しており、1998年度も、7月25日にこれを行うことになった。そして、同年6月30日に自治会長宅で行われた役員班長会議において、食べ物としてカレーやおでんを提供すること、カレー等は、自治会の女性役員や班長方の女性が中心になって、当日8時30分から夏祭り会場隣の住民宅ガレージ内で調理すること、調理後は、当日12時から夏祭りが始まる18時までの間、1班から5班までの班長が1時間ずつ交代で見張り（子供が鍋を倒したりするのを防ぐため）をすることなどが決められた。
眞須美は当時、自治会内の1班の班長をしており、上記会議には出席していたものの、同じ班から役員（婦人部部長）に選出されていた住民Aに対し、「当日午前中のカレー等の調理には行けないが、12時から13時までの見張りには行く」と告げていた。
夏祭り当日の午前中、眞須美は、6時30分ごろから8時30分ごろまでの間、入院先の病院で精密検査を受けていた。一方ガレージでは、8時30分ごろから近隣の主婦十数名が集まってカレー等の調理にあたっていたが、その際、集まった主婦らの間では、林宅からその南側を流れる用水路にゴミが投棄されたり、夜中にピアノを弾いたりするので困るといった話題が交わされた。
カレー等の調理がほぼ一段落した12時ごろ、ガレージ内にはAら6名の主婦がいた。Aはそのころ、他の主婦から眞須美が見張りに来てくれるかどうかを聞かれ、これに対し、Aとしては、眞須美が午前中の調理を理由もなくサボったと思っていたこともあって、「朝調理に来なかったから、来るかどうか分からへんわ」とやや興奮気味の調子で答えた。眞須美は、その直後ガレージに現れた。
その場にいた主婦らは、誰も眞須美にあいさつをせず、ガレージの中は気まずい雰囲気が漂った。眞須美は、Aに「（カレー鍋の）火を付けて混ぜておかんでいいの」と話しかけたが、Aは「混ぜやんでいいんやで、見てるだけでいいんやで」と言った。さらに眞須美は、Aに「氷どうなってんのかな」と聞いたため、Aは、眞須美が班長としての仕事まで押しつけようとしていると思って腹を立て、「氷のことまで知らんわ。作ってくれているかどうか行って聞いてきて」とやや強い調子で答えた。眞須美は、少しあわてた様子でガレージを出ていき、1班に属する数軒の家庭に氷を作っているかどうかを聞いて回った。
眞須美がガレージを出ていくのと前後して、他の主婦らも自宅に帰り、ガレージ内には住民A1人となった。Aは、眞須美にきつく言いすぎたと思い、眞須美が戻ってきたら、できるだけ普通に話しかけようと思っていた。
眞須美は、10分くらい後にガレージに戻ってきて、Aとカレー鍋等の見張りを始めた。Aは、眞須美に「暑かったやろう」と声をかけ、午前中の出来事や午後の予定などを話そうとしたが、眞須美はほとんど返事をせず、話を聞いていないような素振りを見せた。Aは、普段よく話をする眞須美が何も話そうとしないので、気まずい気持ちになり、眞須美に、夫の食事の準備をしなければならないので帰ってもいいかと尋ねた。眞須美は、普段の調子に戻り、「行って行って」と言って、Aを帰らせた。
Aは、同日12時20分ごろガレージを出ていったが、それとほぼ入れ違いに眞須美の次女がガレージに現れ、眞須美と何か話をしてすぐに出ていった。また、これと前後して、ガレージ内にいた眞須美の長男と三女もガレージから出ていった。そして眞須美は、その時から同日13時ごろまでの間、1人でカレー鍋の見張りをしていた際に、殺意を持って紙コップに半分以上入った亜ヒ酸をカレーの中に混入させた。

### 被害発生

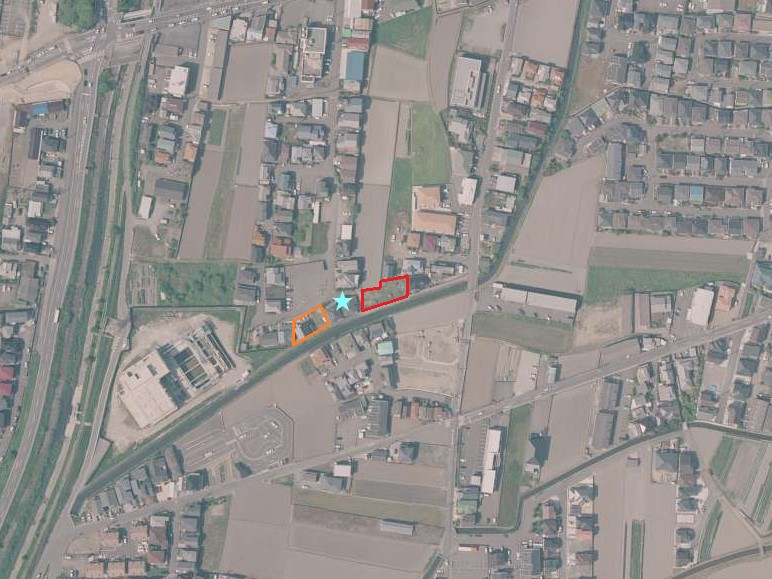
事件現場周辺の航空写真（2008年撮影）。オレンジ枠で囲われた場所が事件現場の空き地、水色の★印はの箇所。赤枠で囲った場所は林眞須美の家の跡地。『朝日新聞』 (2017) を参考に作成。

1998年7月25日、和歌山県和歌山市園部地区の新興住宅地にある自治会（和歌山市園部第14自治会）が開いた夏祭りで、出されたカレーライスを食べた未成年者30人を含む合計67人が腹痛や吐き気などを訴えて病院に搬送された。異変に気付いた人が「カレー、ストップ！」とスタッフに提供をただちに止めるよう命じ、一連の嘔吐がカレーによるものと発覚した。
中毒症状を起こした被害者67人のうち、計4人が死亡した。死亡した被害者4人は、園部第14自治会の自治会長を務めていた男性A（当時64歳）、副会長の男性B（当時53歳）、和歌山市立有功小学校4年生の男子児童C（当時10歳）、そして私立開智高校1年生の女子生徒D（16歳）である。被害者は会場で食べた人や、自宅に持ち帰って食べた人などで、嘔吐した場所もさまざまだった。
和歌山県警察および和歌山市保健所は事件発生当初、集団食中毒を疑っていたが、和歌山県警科学捜査研究所が被害者の吐瀉物や容器に残っていたカレーを検査したところ、青酸化合物の反応が検出された。和歌山県警捜査一課は「何者かが毒物を混入した無差別殺人事件の疑いが強い」と断定し、和歌山東警察署に捜査本部を設置した。

### 毒物
※青酸反応については、被害者の吐瀉物に含まれていたチオシアン（タマネギに含まれる）を前処理により除去しなかった為に反応したことがのちに判明している。
事件発生当初、死亡した自治会長Aの遺体を和歌山県立医科大学において司法解剖した結果、心臓の血液や胃の内容物から青酸化合物が検出されたため、死因を青酸化合物中毒と判断。また、事件発生直後の鑑定では、青酸化合物を使った農薬などの二次製品に含まれる他の物質は検出されなかったため、県警は混入された毒物を「純粋な青酸化合物」に絞り、県外も含めて盗難・紛失事件がなかったか否かを捜査していた一方、ヒ素など他の毒物の検査は行っていなかった。しかし、A以外の死者3人の遺体からは青酸化合物は検出されなかった一方、Bの胃の内容物や、Cの吐瀉物、Dの食べ残しカレーからそれぞれヒ素が検出され、8月2日には捜査本部が「食べ残しのカレーからヒ素が検出された」と発表。同月6日には「混入されたヒ素は、亜ヒ酸またはその化合物」と発表された。
これを受け、捜査本部から「死因はヒ素中毒だった疑いがある」と報告を受けた警察庁科学警察研究所が新たに鑑定を実施した結果、4人の心臓および自治会長以外の3人の心臓から採取した血液から、それぞれヒ素が検出された。これを受け、捜査本部は10月5日、4人の死因を当初の「青酸中毒（およびその疑い）」から「ヒ素中毒」に変更した。
毒物学の専門家である山内博（当時、聖マリアンナ医科大学助教授）によると、厚生省（現・厚生労働省）からの要請で山内が和歌山市中央保健所へ向かったのは中毒発生9日目で（事件発生の当日、山内はアメリカ合衆国に滞在）、山内が患者の尿を検査して急性ヒ素中毒であると正式に確定したのは中毒発生10日目だった。原因解明までの10日間、被害者に対して急性ヒ素中毒に有効な治療薬・BAL（British Anti Lewisite）の投与は行われず、対症療法のみであった。
山内によると、急性ヒ素中毒の原因は、カレールーを作る鍋に混入された三酸化ヒ素（無機ヒ素に属す,iAs）であった。三酸化ヒ素は無味無臭で刺激性がない毒物である。鍋に投入された三酸化ヒ素の結晶は大部分が溶解し、カレールーに含有していたヒ素は約6mg/gときわめて高濃度であった。三酸化ヒ素の致死量は成人でおよそ300mgとされるので、わずか50gのカレールーを口にしただけで致死量に達する計算になる。被害者のヒ素摂取量は、重症者では200mg以上のヒ素摂取者が確認され、軽症者では20mgから30mgであった。

### 逮捕・起訴
1998年10月4日、保険金殺人未遂と保険金詐欺の容疑で、元保険外交員で主婦の林 眞須美（はやし ますみ、1961年〈昭和36年〉7月22日 - 、事件当時37歳）が、別の詐欺および同未遂容疑をかけられた元白蟻駆除業者の夫・林健治とともに和歌山県警捜査一課・和歌山東警察署による捜査本部に逮捕され、2人とも同月25日に和歌山地方検察庁から起訴された。当時マスコミは眞須美は地元の子供に「祭りのカレーは食べたらあかん」と発言したなどと報道された。
10月26日には、眞須美が別件の殺人未遂および詐欺容疑で、健治も眞須美と同じ詐欺容疑でそれぞれ再逮捕され、11月17日に追起訴された。
11月18日、眞須美は健治らに対する殺人未遂容疑などで、健治も詐欺容疑で再逮捕され、12月9日には眞須美と健治がそれぞれ詐欺罪で起訴されたほか、眞須美は健治らを被害者とする殺人未遂罪でも追起訴された。
さらに12月9日には、カレーの鍋に亜ヒ酸を混入した殺人と殺人未遂の容疑で眞須美が再逮捕された。同年末の12月29日に眞須美は和歌山地検により、殺人と殺人未遂の罪で和歌山地方裁判所へ起訴された。
当局が眞須美をカレー毒物混入事件の犯人と断定した理由は主に
1. カレーに混入されたものと組成上の特徴を同じくする亜ヒ酸が、眞須美の自宅等から発見された[46]。
2. 眞須美の頭髪からも高濃度のヒ素が検出され、その付着状況から亜ヒ酸等を取り扱っていたと推認できる[46]。
3. 夏祭り当日、眞須美のみが上記カレーの入った鍋に亜ヒ酸をひそかに混入する機会を有しており、その際、眞須美が調理済みのカレーの入った鍋のふたを開けるなどの不審な挙動をしていたことも目撃されている[46]。
4. カレー毒物混入事件に先立って、何度もヒ素や睡眠薬を用いた殺害行為を実行していた[46]。

ことによる。眞須美は、カレー毒物混入事件発生の約1年半以内という近接した時期に、保険金取得目的で、合計4回にわたり人の食べ物にヒ素を混入したが、どれもカレー事件前には発覚せず、まんまと保険金をせしめることに成功した。当局は、眞須美が「カレー毒物混入事件に先立ち、長年にわたり保険金詐欺に係る殺人未遂等の各犯行にも及んでいたのであって、その犯罪性向は根深いものと断ぜざるを得ない」と考えた。和歌山県警は眞須美による犯行を裏付ける直接証拠がない中、多数の間接証拠（目撃証言など）の積み重ねにより、嫌疑を否認していた被疑者（眞須美）が犯人であることを立証するという捜査手法をとったが、『毎日新聞』（大阪本社版）はその手法が京都・大阪連続強盗殺人事件（1984年発生）の際に取られた手法と同一である旨を報じている。

## 刑事裁判の経緯

### 第一審
眞須美は保険金詐欺の一部以外は容疑を黙秘したまま裁判へと臨んだ。裁判で和歌山地検が提出した証拠は約1,700点。1審の開廷数は95回、約3年7か月に及んだ。

#### 死刑判決
2002年12月11日に開かれた第一審判決公判で和歌山地裁は、カレー毒物混入事件、保険金殺人未遂事件3件、保険金詐欺事件4件について有罪とし、求刑通り被告人・林に死刑を言い渡した
有罪認定の理由は以下の通り。
⑴関係亜ヒ酸の同一性が認められること
⑴事件当時からヒ素は毒物及び劇物取締法によって厳格に規制されており、およそ通常の社会生活で手にするようなものではない。また、弁護側は再審請求にて、「殺鼠剤にもわずかだがヒ素が含まれる」と主張するも、大阪高裁は「事件当時にはヒ素入りの殺鼠剤はほとんど流通しておらず、自治会で配布された殺鼠剤の有効成分はワルファリンであり、含有量を鑑みても人体へ毒性は強いものではない」としたうえで、「同種中国産だけでなく、本件の亜ヒ酸と同種ないし同一と矛盾しない類似性を有する亜ヒ酸を入手する可能性はきわめて低い」とした。
⑵眞須美周辺から発見された嫌疑亜ヒ酸とカレー鍋から検出された亜ヒ酸は、原料鉱石由来の微量元素の構成が酷似している。
⑶他社製品等に嫌疑亜ヒ酸と同じ特徴を備えた亜ヒ酸は存在せず、嫌疑亜ヒ酸は製造段階において同一である。
⑷関係亜ヒ酸は、製造後の環境（本件では白蟻駆除業）に由来するバリウムをも共通して含んでいる。
以上の事実から、カレー鍋から検出された亜ヒ酸は青紙コップを介して混入された嫌疑亜ヒ酸である可能性がきわめて高いとされた。なお、のちの再審請求審にて裁判所は、⑶〜⑷について、「相当性を欠く点があって、異同識別3鑑定の証明力が低下した」と弁護側の主張を一部認めた。そのうえで、「その低下はきわめて限定的であり、原料由来の微量元素の構成が酷似している点についてはいささかも動揺していない。嫌疑亜ヒ酸とカレー鍋から検出された亜ヒ酸の組成上の特徴は同じであって、鑑定結果が眞須美の犯人性を示す重要証拠であることに何ら変わりはない」とした。
⑵眞須美のみが犯行可能な状況であったこと
調理中のガレージ（8時30分ごろ〜12時過ぎ）
⑴ガレージ内のカレー鍋の付近には常に複数の住民がいて、不審者も目撃されなかった。
⑵調理後に味見をして、夏祭り中にカレーを食べなかった住民の尿中ヒ素濃度は正常であって、被害者たちとの差は顕著であった。
以上の事実から、午前中のガレージ内で混入された可能性はないとした。
見張り当番中のガレージ（12時過ぎ〜15時ごろ）
⑴事前に午後からは班長が1時間交代で見張り当番をすると定められていたが、眞須美と組む流れだった住民Aが気まずさから帰宅したために、眞須美は12時20分ごろ〜13時ごろまでの約40分間1人で見張りをしていた。
⑵他に3人の住民（A〜C）が1人で見張りをしていた時間が存在するが、いつ他の見張りの住民が来るか分からない状態の数分程度の時間であって、自身や家族も被害を受けており、亜ヒ酸との接点も確認されなかった。
以上の事実から、眞須美が1人で見張りをしていた時間帯にヒ素が混入された可能性が高いとした。
夏祭り会場（15時ごろ〜）
⑴ほとんどの時間帯についてカレー鍋付近に複数の住民がいて、不審者も目撃されなかった。
⑵自治会住民と亜ヒ酸との接点は確認されていない。
⑶夏祭りを準備している自治会住民が多い、会場の中央にあるテント内にあるカレー鍋に接近し、蓋を取ってヒ素を混入する行為は犯人にとって非常にリスクが高い。
⑷犯行に使用された青紙コップは、調理の際に使用されたゴミ袋内から発見されており、ゴミ袋の状況等からガレージ内で投棄されたとしか考えられない。
⑸運営の仕事で夏祭り中にカレーを食べられない自治会住民が、夏祭り開始直前にカレーを食べて急性ヒ素中毒に陥っていた。
以上の事実から、夏祭り会場でのカレー鍋周辺の詳細な人の動きまでは確定できないが、夏祭り会場にカレー鍋が運ばれたあとにヒ素が混入された可能性はないとした。なお、ヒ素が混入されたとみられるあとに、鍋のカレーを味見して無事だった住民がいたが、それはしゃもじについた、味も分からないほどの微量を指先で舐めた程度であったためである。
⑶見張り当番中に不審な行動をしていたこと
⑴12時20分ごろ、眞須美はペアを組む流れであった住民Aと入れ替わる形で、ガレージで1人で鍋の見張り当番を始めた。ガレージから帰る住民Aと入れ違うように次女がガレージに来たが、すぐに次女はガレージから出ていった。これと前後して、ガレージ内にいた長男と三女もガレージから出ていった。
⑵その後に眞須美は、西鍋の上に載っている段ボールやアルミホイルの蓋を外し、中を覗き込むなどした。その際にガレージの奥側を東西に行ったり来たりしながら、道路の方を気にするように何回も見ていた。
⑶眞須美は、⑴か⑵の後にガレージを一時留守にし、その後またガレージに戻った。
⑷その後、次女が再びガレージに来て、住民Bが13時ごろにガレージに来たときには、眞須美と次女の2人で見張りをしていた。
証拠から以上の事実が認められた。なお、次女のガレージの状況に関する証言は、矛盾や捜査段階での食い違いがあることから信用性を否定した。
⑷亜ヒ酸との密接な繋がりが認められること
⑴林家の自宅から亜ヒ酸が検出された。
※台所で押収されたプラスチック容器は、証拠隠滅が施されていたために肉眼では亜ヒ酸が発見できず、家宅捜索開始から遅れての検出となった。
⑵林家の旧宅のガレージから亜ヒ酸が発見された。
※林夫婦と林家旧宅の現居住者（知人男性T）は交流があるうえに、旧宅ガレージは林家の荷物が残されていて、眞須美は容易に目的を隠して亜ヒ酸を持ち出すことが可能な状況であった。
⑶眞須美の実兄宅に亜ヒ酸が保管されていた。
※当初、実兄は保管の事実を隠して眞須美をかばっていたが、やがて事実を言うべきだとの心境に至り、警察官に保管の旨を申告した。
⑷眞須美の毛髪からは、通常では付着するはずのない3価の無機ヒ素の外部付着が認められた。
以上の事実から、眞須美は亜ヒ酸ときわめて密接な関係にあって、容易に入手しうる立場にあったとした。なお、健治の白蟻駆除業は、園部に引っ越す3年前に廃業していて、ヒ素は眞須美の実兄に引き取られていた。そして、白蟻駆除工事等で園部の林宅にヒ素が持ち込まれる合理的な理由は存在せず、健治が持ち込んだ事実も認められなかった。健治は眞須美からヒ素を摂取された被害者でもあり、自身が急性ヒ素中毒であったことも知らず、ヒ素とは無関係の生活をしていた。
⑸カレー毒物混入事件以外にも、人を殺害する道具としてヒ素を使用した事実があること
眞須美はカレー事件発生前の約1年6か月の間に、無断で知人男性Iに生命保険をかけるなどして、死亡保険金詐取目的で合計4回も他人の飲食物にヒ素を混入させていた。この事実は、社会生活において存在自体がきわめて稀少である猛毒のヒ素を、人を殺害する道具として使っていたという点で眞須美以外の事件関係者には認められない特徴であった。また、この金銭目的でのヒ素使用事件と他の睡眠薬使用事件を総合して、「人の命を奪ってはならないという規範意識や、人に対してヒ素を使うことへの抵抗感がかなり薄らいでいた事実の表れである」とした。
⑹第三者によるヒ素混入の可能性が認められないこと
⑴知人男性Tなどの嫌疑亜ヒ酸と繋がりがある人物は、事件当日に現場付近に来ていなかった。
⑵健治はガレージ付近で目撃されていなかった。また、自身が急性ヒ素中毒であったことも知らず、後遺症で単独歩行が困難な状態でもあった。前述の通り、事件当時もヒ素とは無関係な生活をしていた。
⑶前述の通り、亜ヒ酸と繋がりがある自治会住民は見当たらなかった。
(7)その他の事情
⑴見張り当番中に次女がカレーの味見をしていたのに、カレー毒物混入事件発生後同女に検査を受けさせるなどの配慮をしていなかった。
⑵眞須美は、カレーからヒ素が検出された事実が報道された直後に、事件前に嫌疑亜ヒ酸を預けていた実兄に、林家ではヒ素は使っていなかったことにするように依頼した。
⑶眞須美が住民Bと見張り当番を交代した際、「座っとっただけやで」「蓋も取ってないし味も見てへんよ」などと殊更に虚偽の事実を告げた。
⑷班長の立場にありながら、夏祭りの運営の仕事を断り、深夜までカラオケに出かけていた。
⑸夕食としてレトルトのカレーを自身の子供たちに食べさせ、夏祭りカレーの無料引換券を住民Dに渡して処分した。
⑹1998年8月2日および同月4日に警察官から事情聴取を受けた際、同警察官から尋ねられたわけではないのに、住民Eが紙コップを使っていた旨を告げた。
和歌山地裁は、⑴〜⑵についてのみ「いずれも不自然な行動であって、被告人が同事件の犯人であることと結びつきやすい事実である」と判示した。その一方で大阪高裁は、⑶〜⑹も含むすべてについて「被告人の犯人性を否定ないしこれと矛盾する事実が存在しないことと相まって、その認定をより確実にするものというべきである」と判示した。
結論
裁判所は、主に上記の事実を総合して、カレー毒物混入事件の犯人は眞須美であると断定した。殺意についても、「被告人がこれまでに使ったことはないであろう（少なくとも）紙コップ半分以上という多量の亜ヒ酸を鍋に混入したのであるから、被告人が、カレー毒物混入事件において、死の結果発生の可能性を低く考えていたとは到底考えられない」として未必的な殺意を認定した。動機については未解明とされた。そのうえで、「4人もの命が奪われた結果はあまりにも重大で、遺族の悲痛なまでの叫びを胸に刻むべきである」と断罪し、極刑は止むを得ないとの結論の上「被告人を死刑に処する」と主文を宣告した。
眞須美は判決を不服として、同日中に大阪高等裁判所へ控訴。同月26日、身柄を丸の内拘置支所から大阪拘置所へ移送された。
一方、保険金詐欺事件3件の共犯として、詐欺罪で起訴された健治は、2000年10月20日に和歌山地裁で懲役6年（求刑：懲役8年）の実刑判決を言い渡された。判決は、眞須美の中心的役割を認めながらも、健治も保険金を支払わせる目的で大きな役割を果たしたと認定した。和歌山地検、健治ともに控訴せず、確定した。健治は滋賀刑務所に服役し、2005年6月7日に刑期を満了して出所した。

### 控訴審
逮捕から第一審判決まで貫いた黙秘から転じ、眞須美は供述を始めた。大阪高裁での控訴審初公判は2004年（平成16年）4月20日に開かれ、結審まで12回を要した。2005年6月28日の控訴審判決公判で、大阪高裁第4刑事部は、被告人・眞須美の控訴審供述について、「証拠や第一審判決を見て容易に弁解ができる状況でなされており、基本的に信用しがたい」とした。そのうえで、個別に証拠や第一審段階までの主張との矛盾を指摘し、「眞須美の当審供述内容は、証拠との矛盾や不自然な点に満ちていると評価せざるを得ない」として信用性を否定。そのうえで、「カレー事件の犯人であることに疑いの余地はない」として、第一審判決を支持し、弁護側の控訴を棄却した。弁護側は判決を不服として同日付で最高裁判所へ上告した。
また、弁護側は、一連の保険金殺人未遂事件について、「いずれも保険金詐欺を目的に被害者自らヒ素を飲んだものであって、殺人未遂罪は成立しない」という新主張を展開した。しかしこれは、❶分離後の健治の公判で眞須美自身がした証言のほとんどが虚偽だったこと❷健治らが急性ヒ素中毒であったのは当然であったはずなのに、それを否認して弁護士に争わせるなどして、まったく無駄な行動を強いていたことを前提とするものであった。しかも、第一審判決から1年数か月も経過した2004年4月ごろに至るまで、眞須美は弁護士にすらこの主張を明かさなかった。大阪高裁は新主張について、「供述の時期や経緯からして不自然なうえに、証拠と矛盾する点を数多く含んでおり、まったく信用できない」として退けた。

### 上告審
直接証拠も自白もなく黙秘権を行使し、動機の解明もできていない状況の中、弁護側が「地域住民に対して無差別殺人を行う動機はまったくない」と主張したのに対し、最高裁第三小法廷（那須弘平裁判長）は、2009年（平成21年）4月21日の判決で、❶カレー鍋から検出された亜ヒ酸と組成上の特徴が同じ亜ヒ酸が眞須美周辺で発見されたこと❷眞須美が亜ヒ酸を取り扱っていたこと❸眞須美のみが犯行可能な状況であり、しかも見張り当番中に不審な行動をしていたことなどを総合して、カレー事件の犯人であると断定した。そして、「無差別殺人の結果から、4人の命が失われて重症者も多数に及んだ。後遺症に苦しんでる者もいて結果は重大である。長年にわたって保険金絡みの殺人未遂や詐欺を繰り返していて犯罪性向も根深い。詐欺事件の一部以外は大半の事件について犯行を否認しており、反省も賠償もしておらず、死刑はやむを得ない」と述べ、弁護側の上告を棄却した。
被告人・眞須美は、2009年4月30日付で死刑判決の破棄を求めて最高裁第三小法廷に判決の訂正を申し立てたが、申し立ては同小法廷の2009年5月18日付決定で棄却され、翌日（2009年5月19日）付で林の死刑が確定。これにより林は、戦後日本では11人目の女性死刑囚となり、同年6月3日以降は死刑確定者処遇に切り替わった。

## 余罪
カレー毒物混入事件の他に、検察側は、眞須美を保険金詐欺事件4件、ヒ素を使用した保険金殺人未遂事件4件の合計8件で起訴した。さらにヒ素使用事件7件、睡眠薬使用事件12件の合計19件について「類似事実」として立証を行った。裁判所は詐欺事件4件、殺人未遂事件3件について有罪としたうえで、類似事実としてヒ素使用事件1件、睡眠薬使用事件2件について眞須美の犯行を認定した。

### 1993年の詐欺事件[30][24]
1993年5月18日12時ごろ、健治は和歌山県有田市の旅館2階便所で転倒して右膝骨折の傷害を負った。それを奇貨として、眞須美は健治と共謀し、バイク事故と偽って後遺傷害保険金等として2,052万円をだまし取った。両者ともに詐欺の事実を認めた。

### 1996年の詐欺、詐欺未遂事件[30][24]
1996年2月18日10時30分から18時ごろまでの間に、眞須美は両脚を火傷した。それを奇貨として健治と共謀し、「バーベキューの炭火でスパゲッティをゆでるために鍋で湯を沸かしていたところへ自転車で突っ込んで火傷した」などと偽って入院給付金459万円をだまし取ったほか、後遺障害保険金等7,443万円をだまし取ろうとするも果たせなかった。両者ともに詐欺の事実を認めた。

### 夫健治に対する殺人未遂事件及び詐欺事件[30][24]
❶1997年2月6日13時ごろ、眞須美は入院先から一時帰宅した健治に対して、死亡保険金1億5,480万円目的でヒ素入りのくず湯を食べさせて危篤状態に陥らせた。❷同年11月から12月までの間に、くず湯事件で入院していた健治と共謀して、両手足が完全に動かなくなったなどと症状を重く偽って高度障害保険金等として1億3,768万円をだまし取った。
両者とも詐欺の事実は認めたが、殺人未遂については被害者である健治も否認した。第一審で弁護側は、健治が急性ヒ素中毒であったこと自体を否認したが、和歌山地裁は
⑴急性ヒ素中毒であると認められること
⑵当時の飲食物の摂取状況から、健治が2月6日の昼に食べたくず湯にヒ素が混入されていた可能性がきわめて高いこと
⑶そのくず湯は眞須美が1人で作ったものであること
⑷当時、健治を被保険者として多額の保険がかけられていたこと
⑸ヒ素を入手し得る立場にあったこと
⑹健治の死亡を強く期待する言動をしていたこと
以上の事実により眞須美を有罪とした。また、知人男性Iの証言が、病院側の証拠と符合することなどから信用性を認める一方で、健治の証言については、「健治証言は、不自然な点が多いばかりか、病院側の証拠と矛盾する点も多く、その点を指摘されると記録の方が間違っているなどと開き直った証言態度に出ており、明らかに被告人をかばうために虚偽の供述をしている」として信用性を否定した。
控訴審から、「保険金詐欺を目的に健治自らヒ素を飲んだのであって、殺人未遂罪は成立しない」と主張を大きく変更した。また、健治自身もそれに沿った証言をしたものの、大阪高裁は
⑴健治が1月30日に初めてヒ素を摂取したとする点が証拠と矛盾すること
⑵健治がヒ素の摂取を思い立った経緯やヒ素を摂取する目的等が不自然であること
⑶健治が入院中に訴えた症状等が詐病によるものであるとする点が不自然であり、むしろ、入院中の健治の言動は当初から保険金詐取の目的があっとは認められないこと
⑷健治らがヒ素を管理、処分した経緯等が不自然で、証拠とも矛盾すること
⑸動機、経緯、態様等が健治および眞須美の性格や従前の行動等から見て不自然であること
以上の5項目を検討したうえで弁護側の主張を退けた。健治の眞須美をかばう姿勢を裁判所は「このような健治の姿は、平成9年2月以降に健治が眞須美によってきわめて過酷な被害に遭わされ、また眞須美が健治に嫌悪の情を抱いていたとうかがえることを考えると、痛々しさすら感じるものであるが、眞須美を母とする4児の父親である健治としては、その胸中は複雑なものであろう」とした。最高裁も上告を棄却した。また、被害者である健治も詐欺事件の共犯としては有罪となっている。

### 知人男性Iに対する殺人未遂事件および詐欺事件[30][24]
※眞須美夫婦は、控訴審から「知人男性Iは詐欺の共犯であり、保険金目的に自らヒ素を飲んだ」と大きく主張を変えたが、Iが保険金を報酬として受け取った事実はない（冤罪疑惑にて後述）。
❶1997年9月22日、眞須美は死亡保険金1億2,910万円目的で当時居候していたIにヒ素入りの牛丼を食べさせた。❷同年10月12日、入院先から一時帰宅したIにヒ素入りの麻婆豆腐を食べさせた。❸Iの急性ヒ素中毒に関し、その原因を偽って入院給付金等539万円をだまし取った。❹1998年3月28日、眞須美はIにヒ素入りのうどんを食べさせた。
弁護側は犯行を否認したものの、和歌山地裁は
牛丼事件について
⑴急性ヒ素中毒であると認められること
⑵当日、Iが口にした物は、眞須美が作った牛丼だけであること
⑶この牛丼は眞須美が1人で作ったものであること
⑷Iがヒ素を誤摂取したとは考えられないこと
⑸すでに健治に対してヒ素を使用した殺害行為を実行していること
⑹Iには多額の保険金がかけられていたこと
以上の事実により眞須美を有罪とした。
麻婆豆腐事件について
⑴急性ヒ素中毒であると認められること
⑵すでにIに対してヒ素を使用した殺害行為を実行していること
⑶当時、牛丼事件での保険金取得に失敗しそうな状況であって、眞須美には合理的でかつ強い動機が存在したこと
⑷当日、Iが口にしたものは麻婆豆腐のみであること
以上の事実により眞須美の犯行を認定した（類似事実）。
うどん事件について
⑴眞須美が作ったうどんにヒ素が混入されていた可能性が高いこと
⑵ヒ素と密接な接点があって、ヒ素を入手し得る立場にあるうえに、Iが偶然的にヒ素を摂取したことも考えられないこと
⑶ すでにIに対してヒ素を使用した殺害行為を実行しているうえに、睡眠薬を摂取（後述）させていたこと
⑷うどんを食べさせた直後に、眞須美らはIに事故偽装を強要しており、Iが死亡すれば、2億円以上の保険金を取得し得た状況にあったこと
⑸健治は、ヒ素を入手し得た状況にはあり、入院給付金のレベルでは保険金取得目的を有していたが、健治自身もヒ素を盛られた被害者であるし、当時においても、自分が急性ヒ素中毒であるとは認識していなかったことからも、健治は関与していないと認められること
以上の事実により眞須美を有罪とした。
控訴審から弁護側は、Iに対する一連の殺人未遂事件について、くず湯事件と同様に、「保険金詐欺を目的にIが自らヒ素を飲んだのであって、殺人未遂罪は成立しない」と主張したが、大阪高裁は
⑴健治の関与の状況が、健治の当審供述とまったく齟齬すること
⑵ヒ素を「仮病薬」として使用したとする点が不自然であること
⑶Iの症状が軽かったかのように供述している点と、同人が入院中に詐病を続けていたとする点が不自然であること
以上の3項目を検討した上で弁護側の主張を退けた。最高裁も上告を棄却した。

### 知人男性Iに対する睡眠薬使用事件[30][24]
Iは1996年2月から1998年3月までの間に、10回も原因不明の意識消失に襲われていた。そのうちの4回については、病院側の証拠からIの意識消失状態、意識朦朧状態が確認されており、9回については、知人男性DがIの状態について直接、間接的に見聞きしていた。健治もまた、何回かIがそのような状態になったことがあると認める証言をしていた。
弁護側は犯行を否認したものの、和歌山地裁は
1回目（1996年7月2日）、7回目（1997年11月24日）、9回目（1998年2月3日）について
⑴睡眠薬の薬理作用であると認められること
⑵Iが睡眠時無呼吸症候群と診断された直後からIの意識消失が始まったうえに、林家に居候していた期間に生じていること
⑶当時眞須美はハルシオン等の睡眠薬を相当数処方されていたこと
⑷林夫婦には、Iにかけた保険金の不正取得目的があったこと
⑸眞須美はIのバイクによる事故を期待するような言動をしていたこと
⑹睡眠時無呼吸症候群であるIは、睡眠薬を飲むことは自殺行為であると医師から言われていることから、Iが自ら睡眠薬を飲むことはあり得ないこと
以上の事実から1回目、7回目、9回目の3回の意識消失については、Iが第三者によって睡眠薬を摂取させられたと認定した。このことから林夫婦両名かいずれかが首謀してIに睡眠薬を摂取させたとした。そして、7回目の意識消失事件については、健治がIに現金約200万円を眞須美に内緒で銀行口座に入金するように依頼していて、Iが林宅から出た際には、渡した現金を持っているかどうか確認しているが、Iに睡眠薬を摂取させて事故を起こさせようとする人物がこのような行動をするとは考えられないことから、健治が睡眠薬を摂取させたものではないと認定された。7回目の意識消失については、眞須美が自ら実行したか首謀しての犯行と認定された（類似事実）。
10回目（1998年3月12日）について
⑴7回目の意識消失は、眞須美がバイクで林家宅に来ていたIに睡眠薬を摂取させたものと認められること
⑵1997年の年末、眞須美はIにバイクを与えて事故を起こさせることを期待するような発言をし、1998年1月には、実際にIにバイクを買い与えて自動車保険を付していたことが認められること
⑶眞須美はIの意識障害を認識して、事故を起こすことを期待してIの後をつけたことが認められること
⑷この10回目の意識消失では、Iは救急車で病院に搬送されたあとに親戚に引き取られており、病院での診察で異常所見は認められなかったものと推認できること
以上の事実から、10回目の意識消失は睡眠薬の薬理作用によるものであり、具体的な態様は不明であるが、少なくとも眞須美がその意識消失状態の作出に関与していたと認定された（類似事実）。
弁護側は控訴審でも事実誤認を主張したが大阪高裁は棄却した。

### 裁判所が犯行を認定しなかった事件[30][24]
その他、検察側が眞須美の犯行であると主張した事件は次の通りである。いずれも眞須美の犯行とは認定されなかった。
1985年11月：従業員Y（享年27歳）にヒ素入りの飲食物を摂取させた。
1987年2月：従業員Mにヒ素入りのお好み焼きを食べさせた。
1988年3月：健治にヒ素入りの飲食物を摂取させた。
1988年5月：入院していた健治にヒ素入りの酢豚と餃子を食べさせようとするも、健治が知人男性Tに譲ったためにTが急性ヒ素中毒となった。
1995年8月：健治にヒ素入りの飲食物を摂取させた。
1996年7月：カラオケ店で知人男性Iに睡眠薬入りのコークハイを飲ませた。
1996年9月：カラオケ店でIに睡眠薬入りのコークハイを飲ませた。
1996年11月：自宅でIに睡眠薬入りのコークハイを飲ませた。
1996年12月：自宅でIに睡眠薬入りのコークハイを飲ませた。
1997年1月：自宅でIに睡眠薬入りのコークハイを飲ませた。
1997年9月：競輪場でIに睡眠薬入りの飲み物を飲ませた。
1997年10月：自宅でIにヒ素入りの中華丼を食べさせた。
1998年1月：自宅でIに睡眠薬入りの飲み物を飲ませた。
1998年2月：自宅でIに睡眠薬入りの飲み物を飲ませた。
1998年5月：病院で知人男性Dに睡眠薬入りの飲み物を飲ませた。
1998年7月：喫茶店でDに睡眠薬入りのアイスコーヒーを飲ませた。
なお、1996年10月には眞須美の実母（享年67歳）が死亡し、林側は約1億4,000万円もの保険金を得ているが、その件について検察側は立証を行っていない。

## 再審請求
死刑囚となった林は2009年7月22日付で、和歌山地裁に再審を請求した（第1次再審請求）。 なお、林は2020年9月27日時点で死刑囚として大阪拘置所に収監されている。

### 第1次請求
第1次再審請求は、和歌山地裁（浅見健次郎裁判長）が2017年（平成29年）3月29日付で出した決定により棄却され、これを不服とした林は2017年4月3日までに大阪高裁に即時抗告した。しかし、大阪高裁第4刑事部（樋口裕晃裁判長）は2020年（令和2年）3月24日付で死刑囚・林の即時抗告を棄却する決定を出したため、林はこれを不服として同年4月8日付で最高裁に特別抗告を行ったが、後述の第2次再審請求に一本化するため、2021年（令和3年）6月20日付で特別抗告は取り下げられ、第1次再審請求は棄却決定が確定した。

### 第2次請求
一方で第1次請求の特別抗告を取り下げるより前の2021年5月には、林が「事件は第三者による犯行」として和歌山地裁に第2次再審請求を行い、同月31日付で受理された。担当弁護人は生田暉雄で、第1次再審請求の弁護人とは別人である。生田は同請求にあたり、「異なる申立ての理由があれば、さらに再審請求できる」と説明していた。
申立書では、供述調書の中で示された被害者資料鑑定結果表では、青酸化合物とヒ素の両方が67人の被害者全員の体内に含まれているという鑑定結果が出ており、青酸化合物が入っていたのなら、犯行に及んだのは、林死刑囚以外の第三者となり、林は無罪だとしている。生田によれば、林眞須美からの依頼を受け、2020年9月に面会して引き受け、2021年6月までに20回近く面会を重ねたが、林は、「オリンピックが終わると死刑が執行される」と怯えているという。
同請求については2023年1月31日付で和歌山地裁から請求棄却の決定が出され、林は同決定を不服として同年2月2日付で大阪高裁へ即時抗告した。大阪高裁は2025年1月27日付で林の即時抗告を棄却する決定を出した。林は同決定を不服として同月29日付で最高裁に特別抗告した。

## 被害者の症状
本事件で生存した63名について、和歌山県立医科大学皮膚科が行った調査がある。たとえば、事件後2週間に被害者の多くに共通して見られた兆候は、次のとおりであった。
- 吐気 92%
- 嘔吐 94%
- 下痢 54%
- 低カリウム血症 60%
- 白血球増加 60%
- QT延長症候群 51%

## 冤罪疑惑
本事件の最たる特徴としては、被告人・林眞須美による犯行動機が明確になっておらず、直接的な証拠も存在しないという点が挙げられる。有識者からは冤罪疑惑を指摘され、長らく問題視されている。一方で本事件は、日弁連の支援している再審事件に含まれていない。

動機が未解明であること
- 「批判を承知であえて言えば、本人が容疑否認し、確たる証拠はない。そして動機もない（※）。このような状況で死刑判決が確定してよいのだろうか？」（田原総一朗）[78]。
- 「私のわだかまりも、この『状況証拠のみ』と『動機未解明』の2点にある。事件に、林被告宅にあったヒ素が使われたことは間違いない。ただし、そのヒ素に足があったわけではあるまいし、勝手にカレー鍋に飛び込むわけがない。だれかが林被告宅のヒ素をカレー鍋まで持って行ったことは確かなのだ。だが、果たしてそれは本当に林被告なのか、どうしたって、わだかまりが残るのだ。」（大谷昭宏）[79]。
- 「動機未解明で有罪にすること自体はありえますが、動機というのは非常に有力な状況証拠です。動機がないなら証拠が一部欠けているということなので、他の証拠はそのぶんしっかりしてないといけません。しかし、他の証拠をみても、自白はなく、鑑定に問題はあり、原則禁じられた類似事実[注 25]による立証をやっている。本件の場合は動機がないなら、全体的な証拠構造が問題です」、「人は普通、動機がないと人を殺しません。しかもこの事件の場合、犯人が誰を殺そうとしたのかもわからない。動機がないと真相がわからない事案だけに、余計に、動機なしでいいのかな、と思いますね」（白取祐司）[80]。
- 「動機なし(※)、自白なし、物証なし。」、「現代の魔女狩り」と指摘している（宮台真司）[81]。ただし、亜ヒ酸、3価の無機ヒ素が付着した眞須美の毛髪などは物的証拠である。
- 大阪高裁は動機について、「経緯にかんがみると、ガレージ内で他の主婦から疎外され、氷の件で近隣を回らされるなどしたことに対する腹立ち紛れから犯行に及んだと見るのが最も自然であるが、被告人が真実を語ろうとしない状況において、そのように断定することまでは困難である」とした上で「本件全証拠を精査しても、被告人の行為を多少なりとも正当化し得る事情はうかがえないのであって、少なくとも、被告人が、およそ人を殺傷する理由とはならない理不尽で身勝手な動機目的のために上記犯行に及んだことは確かである」と判示した[59]。

黙秘権について
- 「2審判決は『（関係証拠とも一致せず）誠実に事実を語ったことなど1度もなかったはずの被告人が、突然真相を吐露し始めたなどとは到底考えられない（状況にある）』と言ったが、これは実質的に黙秘権侵害です」（小田幸児：林の1審、2審、上告審弁護人）[80]

カレー鍋へのヒ素混入について
- 眞須美の次女は、「私は常に母といた」と主張している。しかし、裁判所は母親が被告人として勾留されている事情から「信用性を支える基礎的条件が弱い」としたうえで、証拠との矛盾や捜査段階との食い違いがあることから信用性を否定した[30][59]。
- 「林眞須美しか、カレーにヒ素を混入する機会がなかった」という結論は、警察が住民らの証言をもとに1分刻みのタイムテーブルを作成し、消去法によって導き出したものであった[23]。一方で、夏祭り当日は午前中の調理のあとに、午後からは班長が1時間交代で見張り当番をすると定められていた[注 4]。眞須美以外にも、3人の住民（A〜C）が1人で見張りをしていた時間が存在するが、いつ他の見張りの住民が来るか分からない状態の数分程度の時間かつ、自身や家族も被害を受けており、ヒ素との接点も確認されなかった。それ以外のほとんどの時間帯は常に複数人が鍋の近くにいて、不審者も目撃されていなかった[59][58]。
- 住民Fの「眞須美が道路の方を何回も気にしながら調理済みのカレーの入った鍋のふたを開けるなどの不審な挙動をしていた」という目撃証言についても、（あくまで林側の主張を前提にすれば）服の色や髪の長さなどから、目撃者が見たのは眞須美ではなく、次女であった可能性がある。そして目撃された人物がふたを開けた鍋は、2つあったカレー鍋のうち、ヒ素が混入されていない西鍋の方であった。
- なお上記の眞須美と次女の当日の服装に関する供述について裁判所は、「住民A、住民G、眞須美がガレージでふたを開けているのを目撃していた住民F共に『眞須美は白っぽいシャツと黒っぽいズボンをはいていた』と供述しており、これと明らかに矛盾するような供述をする者はいないのに対し、次女は『よく覚えていないが母は夏に太って見える白い服を着ない』と供述し、また住民Fの『鍋のふたを開けていた時に眞須美は首にタオルをかけていた』と供述している点も、次女は『自分は毎日のように首からタオルをかけていた。母はしていなかったと思う』と供述しているのであって、これらの供述は、自分自身の当時の服装等を眞須美のそれに合わせようとして、虚偽の供述をしているものと考えざるを得ない」とし、信用性を否定した[82]。
- 次女の証言は他にも「（調理から数十分後の）カレー鍋に指を突っ込んで味見をした」とあるが、同条件での実証実験によると1時間後でもカレー鍋の温度は6℃しか下がらなかった。また眞須美は「自宅で素麺を作っていた際、次女が電話で友人とクラブ活動の話をしていた」と供述しているが通話記録が11秒であったうえに、住民Aに言われて氷のことを聞いて回ったとする10分間で、健治と会話したり、素麺をゆで始めて子供らが完食後に庭で遊んでいたのを見たりすることは不可能であり、それぞれの供述と辻褄が合わないことも裁判官に指摘されたうえで、「眞須美がカレー鍋を開ける場面を目撃した住民Fの供述を否定するため、自分がカレーのふたを開けて味見をしたと虚偽の供述をした可能性が高い」と判示された[82]。
- また供述と証言の変遷の理由について、次女は、「捜査段階では母をかばうために嘘をついた」としている[82]。

ヒ素の異同識別鑑定について
※河合教授は自身の論文にて鑑定の一つであるSPring-8を用いた「中井鑑定」の問題点を指摘しているのであって、他の異同識別鑑定を否定していない。
- 分析化学を専門とする河合潤京都大学教授は、自身の論文にて、嫌疑亜ヒ酸[注 14]とカレー鍋から検出された亜ヒ酸の同一性を鑑定した異同識別である「中井鑑定」の問題点を指摘した[注 39]。一方で、「中井鑑定の問題点は、谷口、早川鑑定[注 40]及び、丸茂鑑定[注 41]が補っている。」「裁判官は谷口、早川鑑定の重要性を見抜き、決定的な有罪の証拠をスペクトルの中から見つけ出すことに成功している。分析結果を十分に理解して用いた裁判官の判断が正しかったと考えられる。」とした。またそれぞれの異同識別鑑定の信用性を評価をしたのであって、河合潤教授は鑑定を行っていない[83]。
- 再審請求審にて和歌山地裁は、❶他社製品等に嫌疑亜ヒ酸と同じ特徴を備えた亜ヒ酸は存在せず、嫌疑亜ヒ酸は製造段階において同一であること❷関係亜ヒ酸は、製造後の環境（本件では白蟻駆除業）に由来するバリウムをも共通して含んでいる[注 15]ことの2点について、相当性を欠く点があって、異同識別3鑑定の証明力が低下した」と弁護側の主張を一部認めた。そのうえで、「その低下はきわめて限定的であり、原料由来の微量元素の構成が酷似している点についてはいささかも動揺していない。嫌疑亜ヒ酸とカレー鍋から検出された亜ヒ酸の組成上の特徴は同じであって、鑑定結果が眞須美の犯人性を示す重要証拠であることに何ら変わりはない」とした[8][26][63]。大阪高裁も即時抗告を棄却した[66][49]。

夫健治、知人男性Iへの保険金殺人未遂冤罪疑惑
- 第一審段階まで一切のヒ素の使用を認めなかった眞須美は、控訴審から「大切にしていた母（眞須美方）の死亡保険金1億4,000万円の内、数千万円を使い込んだ健治と喧嘩になり、健治が穴埋めするために自らヒ素を飲んだ」「健治と同じく、保険金詐欺を目的に知人男性I自らヒ素を飲んだ」としたうえで、「両者に対する殺人未遂罪は成立しない」と大きく主張を変更した。また、健治もそれに沿った証言をした[注 29]。しかし、大阪高裁は、❶実母が死亡[注 42]した直後に保険金を請求し、同月中に受領したあと、ただちにローンや消費者金融への返済をし、リゾートマンションの手付金を支払い、県内の土地を購入したほか、一般家庭ではありえないほどの贅沢な暮らしをしていたこと❷眞須美は実母が死亡した直後にも、病院で両脚に激痛[注 26]があるかのような演技をしたり、同月29日に保険会社の担当者が林宅に訪れた際には、脅迫まがいの言動をしたことが認められ、上記❶の事実と併せると、実母の死を悼んで死亡保険金を大切にしていたとは到底考えられないこと❸健治は言い逃れが巧みであり、自己中心的かつ短気で、眞須美に一方的な暴力をふるっていたと周囲の人物に一致して供述されており、死亡保険金を使い込んだ自分の非を認めるとは思えないこと❹急性ヒ素中毒により激しい嘔吐の末に死亡した従業員Yや、激しい嘔吐の末に重篤な神経症状に陥った従業員Mを間近で見ていた健治が、このようなヒ素の危険性と苦痛を知りながら自ら飲むとは考えられず、前述の通り危険なヒ素を「仮病薬」として使用していた点が不自然であること❺健治は原審において、自身がヒ素中毒であることを否定し、その検査すら拒否していたこと❻眞須美らはIの腹部症状が軽かったかように偽っているが、Iは井上教授による神経学的検査により重症のヒ素患者にしかみられない多発ニューロパチーが確認されているうえに、担当の医師、看護師も「Iは自ら症状を訴えはせず、痛くないところは痛くないと言うなど、病症を偽っている様子はなかった」と皆一致して証言をしており、病院の診療記録を確認しても重症なのは事実であることなどを総合して、「眞須美および健治の各当審供述は、健治くず湯事件およびIに対する各ヒ素使用事件のいずれを取っても、不自然で、かつ、他の証拠と矛盾抵触する点を数多く含んでおり、まったく信用できない」と判示した[59]。
- 一連の詐欺事件[注 43]について大阪高裁は、「たとえば、『真冬にバーベキューをしていて自転車で突っ込んだ』と偽るなど、眞須美らの保険金詐欺の方法は杜撰で露骨であり、巧妙ではない。また、彼らの手段は、病院関係者に金品を贈って有利な診断書を作らせたり、暴力団に関係があるかのように装って脅したりするなど、場当たり的で直接的である」と評価した。そのうえで、「眞須美と健治の、健治への殺人未遂の証言は、『健治が平成9年1月30日に保険金詐欺を思いつき、その日の内にヒ素を飲んでしびれた状態を作り、計画的に高度障害を装った』というものだ。そして健治は、『病院に行く時間まで計算し、眞須美や知人男性Iに細かい指示を出しながら、計画通りに保険金詐欺を実行した』と証言しているが、上記の通り、健治が企てたとは到底考えられない経緯となっている」とした[82]。

林家長男の主張
- 林家長男は2021年にYouTube上の動画[84]にて、「被害者の会副会長Sが、真犯人は眞須美ではなくXであると自分に言ってくれた[注 44]」「Xは薬物中毒者[注 45]」「Xがトリックを使いヒ素を混入した」と主張している。 しかし、被害者の会副会長であるSは、上記1つ目のような発言をメディア上でいっさいしておらず、2022年にはテレビ取材にて「（眞須美が）犯人だと思う」、2023年には「犯行の理由を本人の口から聞きたい」と読売新聞の取材で語っている[85]。そして、後の2つの事実も確認されていない。

- 知人男性Iについて長男は、「裁判の中では被害者として登場する知人ですが、子供のころ見てきた記憶では知人の借金返済のため、両親と自ら交通事故を装うなど、共犯関係にて保険金詐欺を働いていたと認識しております[86]」、「今その知人男性に問いたいのは、子供のころはわからなかったが、あのとき、鼻からストローで吸っていた白い粉はなんだったのか？絨毯の白い丸模様に薬、薬とに手を伸ばし、意識が朦朧とした状態でバイクに跨り電信柱にぶつかったあの姿は一体何を意味していたのか？と問いたい[87]」と発言している。Iが保険金を報酬として受け取った事実は一度もないが、林家で気ままに居候を続け、実家に帰りたくなかったIは、名義を貸す、入院を長引かせるなどの指示に従っていた。また、健治からときどき1、2万円の小遣いも受け取っていた。「鼻から白い粉を吸っていた」「何らかの薬物依存症に陥っている状態」という部分に関しては、眞須美、健治共に公判中に証言しておらず、それらの関係証拠もいっさいない。知人男性Iは眞須美によるヒ素や睡眠薬による殺人未遂の被害者であり、医師から睡眠時無呼吸症候群の診断を受け、睡眠薬を使用することは自殺行為であると注意されていたことに留意したい[30][59]。
- なお、長男が、眞須美らに不利な証言をしている知人男性Iが「鼻からストローで白い粉を吸っていた」という証言をしなかった理由については「大人になってから裁判を振り返った時には判決が出ていたからです[88]」、眞須美らがしなかった理由については「話したとしても、調書にかかないだけでしょう。[89]」「法廷でですか？聞かれてもいないのに？[90]」としている。
- 本事件が日弁連が支援している再審事件[注 46]に含まれていない理由については、「人権派弁護士と母の折り合い、正直お話しすると、思想信条が合わないからですね[91]」「日弁連からの支援の有無を指標にされているのだとすれば、母が過去に断った経緯があります[92]」としている。

健治への誘導尋問問題、司法取引疑惑
- 林死刑囚の夫・林健治によれば、逮捕された際捜査員より「眞須美はオトせない！頼むから眞須美にヒ素を飲まされたと書いてくれ！書いてくれたらあんたを八王子の医療刑務所に入れるようにしてやる」と言われたという[93]。これは現在では司法取引に該当するが、当時は違法である。しかし、これらは健治、眞須美および、弁護人が裁判中に一度も主張していない証言であることに留意したい[30][59]。

- 上記の「司法取引」に関しては、2020年10月27日に公開されたYouTube動画でも林健治自身が詳しく語っている。健治の証言によると、逮捕から約1週間後、19時ごろに検察庁から小寺検事と事務官2名が健治の拘留されている警察署を訪れた。 健治が「確たる証拠も証人もなく、ワシも口割ってないのに、なぜ逮捕し勾留しているのか」と質問したのに対し、小寺は「アホ、こんだけ世間を騒がしてマスコミが騒いで、パクッて今さら、間違えましたではすまんやろ」と返答したため、健治が「死刑事案なのに、想像でパクッてしまうんか？」と質したところ「いや、今からそのストーリーをワシが考えてやる」、「しかし、証拠がないから困っている」と言い、健治に対して、眞須美にヒ素を飲まされて殺されかかった被害者として初公判の場では「私、今でこそ眞須美が憎くて仕方ない。どうぞ、この女を死刑にしてやってくれ」と述べて泣けと言ったという。 さらに、小寺は健治の事件の公判も担当することから、「求刑も自分が出すので塩梅してやる。ワシに乗れ。ワシに乗ったらお前は身体が不自由だから、エエとこに放り込んでやる」などと言い、また八王子の医療刑務所のパンフレットを健治に見せたが、そこにはMRIなど最新鋭の医療機器が写っていたという。さらに、今、八王子には角川春樹が収監されているので、彼に本を書いてもらえと言った。小寺は「この事件でワシを出世させてくれ」「ワシもお前と同じで4人子供がいる。よい正月を迎えさせてくれ」と事務官2人とともに健治に土下座までしたという。 さらに「お前がどうしても口を割らないのなら、眞須美にひとこと言わせてやる。"私は元日本生命の外交員です。あの日昼頃帰って、主人が何か紙コップに入った薬品のようなものを私に渡して、これカレーの中に入れたら隠し味になって美味しいんで持っていって入れてこいというので、何かわからずに入れました。ヒ素は主人から預かっていたもので、私は知りません。主人の言うままにやっただけです"－これひとこと、眞須美にしゃべられたら、一生お前の人生は裁判になってしまうぞ！」と恫喝したというが、これに健治が応じなかったため、小寺は手を上げたという。なお、健治も眞須美も検察の供述調書には1枚もサインをしなかった[94]。
- ノンフィクションライターの片岡健も2021年5月28日に公開されたYouTube動画で、上記の健治の主張を裏づけるような話をしている。片岡によると、健治以外の者たちの何人かは警察によって山奥の警察官官舎に3、4か月隔離されるなどしており、このことは、林の死刑判決でも認定されているという[95]。一方で、警察勤務の父を持つ知人男性Iらが、マスコミの異常な取材攻勢から身を守るために依頼しており、その他いっさいの利益誘導も取引もなかったことも認定されている[82]。

本件の科捜研主任研究員が別件で証拠の捏造をしていたこと
- 本事件の初期捜査において青酸化合物と誤判定[注 3]した和歌山県警科捜研主任研究員が、他の事件で証拠を捏造したとして証拠捏造、有印公文書偽造および行使容疑で2012年に書類送検されたことが判明した。しかし、捜査関係者によれば、研究員が携わったカレー事件での捏造はなかったと結論づけている[96]。

## 事件の影響

### 林の家族
林夫婦には4人の子供がいたが、事件当時はマスメディアが24時間自宅を取り囲み、子供らは外出ができなくなり、通学もできなかった。当時中学3年生で高校受験を控えた長女が残した当時のノートには、「ポスト、誰かのぞく」「家の中みてる。じ～っと」など、家を取り囲むマスコミの姿が描かれていた。長男は、長女の中にはこのころの記憶が鮮明に残っており、恐怖心として残り、自殺につながったのではないかと推測している。
両親の逮捕後、子供らは児童養護施設に預けられるが、「カエルの子はカエル」と言われ、壮絶ないじめを受けた。長女は、他の3人の子供が警察に事情聴取に呼ばれた際には「分からないことは分からないと言いなさい」と諭すなど、母親代わりとなり、兄妹の面倒を見た。事件の7年後、長女は21歳で結婚し娘を出産。その4年後、最高裁で母・眞須美の死刑が確定。長女は境遇を隠すため、母や長男とはいっさい関係を断つよう、家族に告げたという。長女は名前を変え周囲には素性を隠して暮らし始めた。しかし、8年後には離婚。娘の親権は夫に渡る。その理由は、夫には両親がいることだった。このため長女は長く娘には会えなかった。長女が事件にとらわれる姿を離婚後に交際した男性が記憶しており、その男性の証言では、事件のことがいつ流れるかもしれないため、長女は部屋にテレビがあってもつけない。「見ていい？」と男性が聞くといつも音楽をかけていた。顔を撮られることを恐れ、男性の手元には後姿の画像しか残されていなかったという。
子供らの中では、長男だけが唯一、無実を訴える母・眞須美と面会を続けてきた。長男も職場や友人には身分を隠しており、そのことによる罪悪感を抱きながら生きているが、長女も自分を偽って暮らしていく中で、自分のついている嘘に飲み込まれる感じがあり、虚しさみたいなものがあっただろうと推測している。
長女は2015年に再婚。新たに娘を出産。第2次再審請求を起こしたことが報じられた2021年6月9日に、林家長女（当時37歳）から日常的に「歯をペンチで抜いてテープで貼りつける」「カッターナイフで切りつける」「アイロンを押しつける」などの虐待を受けていた娘のK（当時16歳）が死亡した。林家長女はKを中学校に行かせず家事を強要していて食事も満足に与えていなかった。虐待死の発覚を恐れた林家長女は関西国際空港連絡橋から飛び降り自殺し、娘である次女（当時4歳）を殺害した。夫も林家長女からDV被害を受けていて逆らえない状態であった。
長女は、亡くなった2021年現在、長男とは10年以上も連絡を取っていなかった。長女の死は、長男によって眞須美に伝えられたが、眞須美は「この中にいて何もすることができず、守ってあげられなくて悔しい」と何度も言ったという。インターネット上には、2021年現在も家族への誹謗中傷が溢れているとされている。

### カレーライスのイメージ悪化
和歌山毒物カレー事件では、報道で「毒入りカレー」の文字が前面に出ていたためカレーライスのイメージが悪化し、食品会社はカレーのCMを自粛。料理番組でもカレーライスのレシピ紹介を取りやめた。また、テレビアニメ『たこやきマントマン』と『浦安鉄筋家族』では、ストーリーにカレーライスが出る回が放送されなかった。そして、日本ではちょうど夏祭りが各地で開催される時期だったことから、事件後は各地の夏祭りで食事の提供が自粛されるなどの騒動に発展した。
この他、前述の犠牲者である小学4年生の男子児童は事件当時、和歌山市立有功小学校に通学していたが、同小学校では事件発生から25年が経った2023年時点でも、学校給食の献立でカレーライスが出されていない。

### 模倣犯の出現
和歌山毒物カレー事件の後、飲食物に毒物を混入させるといった模倣犯が日本では多数現れた。中でもアジ化ナトリウムは混入が相次ぎ、1999年にはアジ化ナトリウムの管理を徹底させるべく、日本においてアジ化ナトリウムは毒物に指定され、毒物及び劇物取締法による流通規制が行われるに至った。

## 林が提起した訴訟

### カレー毒物混入事件法廷写真・イラスト訴訟
林眞須美は、本事件後に多数の訴訟を起こしたことで知られる。
その中で「カレー毒物混入事件法廷写真・イラスト訴訟」では、取材対象に無断で撮影した写真や、無断で描画したイラストを報道した時に、肖像権侵害となるのはどういった場合なのかについて、日本の最高裁判所として初めて基準を示すに至った。この中で最高裁は、撮影や描画された人物の社会的地位、活動内容を鑑みて、撮影や描画を行った場所、目的、さらに、撮影や描画をどのように行ったか、そもそも撮影や描画の必要性があったかを総合し、撮影や描画された側の人物が社会生活上の我慢の限度を超えるかどうかで判断すべきとし、林眞須美の写真や一部のイラストについて違法と判断した。

### その他の訴訟
林は、前述のカレー毒物混入事件法廷写真・イラスト訴訟以外にも、例えば2012年に再審請求中の林は、事件の裁判において虚偽の証言をしたとして、100万円の損害賠償を求めて夫を提訴した。
また、週刊朝日の調べにより、マスメディア関係者や事件の発生地の地元住民、生命保険会社に勤務していたときの同僚など、計50人ほどを相手に訴訟を起こしていることが判明。しかし、弁護士も立てていないため訴訟の遂行は難しいという。
かつてメディアを相手に500件以上の訴訟を起こしたロス疑惑の三浦和義は生前、林を支援しており、林に対しマスメディアを訴えることを勧め、手紙や面会で方法を伝授していた。これに対し林も「三浦の兄やん、民事で訴えちゃるって、ええこと教えてくれた」と答えた。
2017年3月、和歌山地裁は第1次再審請求を棄却したが、弁護団は即時抗告するとともに、有罪を根拠づけたヒ素鑑定を行った東京理科大学教授の中井泉らを相手取り、6,500万円の損害賠償を求める民事訴訟を提起した。

## その他
- 障害者郵便制度悪用事件で村木厚子を取調べ中に、担当検察官である國井弘樹は村木に向かい「あの事件だって、本当に彼女がやったのか、実際のところは分からないですよね」といい、否認を続けることで冤罪で罪が重くなることを暗示し、自白を迫った[105]。
- 逮捕前、自宅を取り囲む報道関係者たちに笑いながらホースで放水している姿を撮った映像が繰り返し使用され、ふてぶてしい印象づけがメディアによりなされたが、これについてのちに夫は、報道が過熱し夜中中取り囲まれたが、彼らが蚊に刺されないよう殺虫剤を持って行ったりしたにもかかわらず、郵便受けから郵便を抜き取ったり、塀にはしごをかけ2階の子供部屋を盗撮したりされたため、眞須美に「あいつらのぼせ上ってるから、記者会見する言うて集めて、上からいっぺん頭冷やしたれ」と命令したとしたうえで、「いかにもカレーに毒入れそうなおばはんの『絵』」にされたと語っている[106]。
- フジテレビ『ニュースJAPAN』で、キャスターの安藤優子が事件の注目人物であった逮捕前の林に電話インタビューを試みている。逮捕前だったこともあり、注目人物であった林の名前を自主規制音を被せて匿名化していたが、編集ミスで1か所だけ自主規制音が入っていなかったため、その部分だけ「林さんは…」という言葉がのって放送されてしまった。そのため、林から「おかげで外に買い物にも行けない。どうしてくれるのか？」と、猛抗議を受けた。
- 林夫婦が住んでいた家（木造2階建て住宅・約180㎡）は2人の逮捕後、無人となり、壁などに落書きされたり、無断で敷地内に侵入したりする者が相次いでいたため、和歌山東警察署がパトロールを継続していたが[107]、2000年（平成12年）2月16日未明に放火され、全焼した[注 49][108]。そのニュースを聞かされた獄中の林は「ああ、そう」と答えた。林の自宅はその後解体され[113]、土地（約360㎡）は競売に出された結果、2004年春に地元自治会が住民からの寄付を募って、380万円で買い取った[114]。そして、住民たちの協議により、花壇として整備された[注 50][115]。

## 関連書籍
- 週刊文春特別取材班『林真須美の謎 ヒ素カレー・高額保険金詐取事件を追って』ネスコ、1998年12月。ISBN 978-4890369935。
- 三好万季『四人はなぜ死んだのか インターネットで追跡する「毒入りカレー事件」』文藝春秋、1999年7月。ISBN 978-4163554303。
- 林眞須美『死刑判決は『シルエット・ロマンス』を聴きながら 林眞須美 家族との書簡集』講談社、2006年8月。ISBN 978-4062135139。
- 今西憲之「和歌山カレー毒物混入事件 林真須美被告の夫・健治氏 独占告白10時間「私たち夫婦は保険金詐欺のプロ。金にならんことはやらん。真犯人は別」」『週刊朝日』第111巻第56号、朝日新聞社出版部、2006年11月3日、36-39頁、NAID 40007455802。 - 2006年11月3日号・通号4782。
- 林眞須美、林健治（林眞須美の夫）、篠田博之（月刊『創』編集長）『和歌山カレー事件 獄中からの手紙』創出版、2014年7月15日。ISBN 978-4904795316。 - 林夫妻と本事件を取材し続けている篠田らによる共著書。
- 帚木蓬生『悲素』新潮社、2015年7月。ISBN 978-4103314226。 - 事件に関わった実在の医師の記録に基づく小説。
- 田中ひかる『「毒婦」和歌山カレー事件20年目の真実』ビジネス社、2018年7月。ISBN 978-4828420370。
- 和歌山カレー事件 林眞須美死刑囚長男『もう逃げない。〜いままで黙っていた「家族」のこと〜』ビジネス社、2019年7月。ISBN 978-4828421155。

## 関連サイト
- 和歌山カレーヒ素事件における頭髪ヒ素鑑定の問題点 河合潤
- 「ヒ素は自分で呑んだ。真須美はやっていない」／真須美被告の夫・健治さんが最高裁判決の不当性を訴え -  videonewscom公式YouTube
- 和歌山カレー事件の鑑定ミスはなぜ起きたか - videonewscom公式YouTube
- 【ダイジェスト】河合潤氏：和歌山カレー事件に見る、科学鑑定への誤解が冤罪を生む構図 - videonewscom公式YouTube
- 【WLP】薬毒物の分離・精製技術 - 和歌山毒カレー事件の真相究明 - 唯一の物証となった、ヒ素分析について中井泉自身が語っている（JST Channel）。
- 「和歌山毒物カレー事件」を林真須美死刑囚の長男と振り返る 小学生だった事件当時の状況を語りつくす｜｜カンニング竹山の土曜The NIGHT#60 - 【アベマ】公式サイト YouTube
- [クロ現 和歌山毒物カレー事件の子どもたち 闇に追われた23年 | クローズアップ現代 | NHK] - YouTube
- [クロ現 自ら命を絶った長女 和歌山毒物カレー事件の子どもたち | NHK] - YouTube
- 【前編】和歌山カレー毒物事件 林眞須美 死刑囚の息子/保険金詐欺で数億稼ぎ報道陣に追い込まれ家族崩壊/無罪主張も逮捕された母 -  街録ch〜あなたの人生、教えて下さい〜YouTube
- 【後編】林眞須美の長男/両親逮捕後の地獄の人生/不当解雇/婚約破棄/集団暴行/22年無罪主張の母と真犯人の可能性… -  街録ch〜あなたの人生、教えて下さい〜YouTube
- 映画『死刑弁護人』予告編 - シネマトゥデイ